# Kunstmann
Kunstmann es una marca de cerveza chilena, producida en la ciudad de Valdivia por la Compañía Cervecera Kunstmann S.A. La empresa fue fundada por Armin Kunstmann, y actualmente es propiedad en partes iguales por la familia Kunstmann y la Compañía de Cervecerías Unidas. 
Su sede se ubica en la localidad valdiviana de Torobayo.

## Composición
La cerveza Kunstmann se fabrica en base al Reinheitsgebot, con malta, levadura, lúpulo y agua de montaña valdiviana. La ubicación de la fábrica en la localidad de Torobayo, permite la fabricación en base aguas blandas, propias de dicha zona.

## Historia

### Antecedentes
El colono alemán Carlos Anwandter fundó en 1851 la Cervecería Anwandter en la ciudad de Valdivia, la tercera fábrica de alto nivel en el país (junto a las cervecerías del irlandés Andrés Blest y el argentino Vicente Moreno).
A mediados de los años 1870, la empresa alcanzó la producción anual de 1.440.000 litros, además de cierta notoriedad a nivel nacional. En 1894, alcanzó 12.000.000 litros/año, producción de la cual el 60% se comercializaba en el mercado nacional y el resto se exportaba. Luego, en 1914 alcanzó una producción promedio de 25.000.000 litros anuales.
La fábrica cesó su producción tras el Terremoto de Valdivia de 1960, evento que destruyó gran parte de las instalaciones.
Los conceptos de elaboración de Carl Anwandter inspiraron posteriormente a Armin Kunstmann, quien decidió recuperar la tradición cervecera valdiviana en los años 1990.

### Orígenes
Armin Kunstmann, descendiente de inmigrantes alemanes, decidió aventurarse en la producción de cerveza artesanal, tras visitar una tienda de insumos para la producción de dicha bebida alcohólica durante un viaje a Estados Unidos, en 1989.
La primera cerveza fue producida en la cocina de la familia Kunstmann. Posteriormente, trasladó la producción al estacionamiento de la casa, donde amplió la producción para su uso personal y para reuniones sociales con sus amigos. La producción comenzó a aumentar, por lo que contrató un par de operarios para la producción y solicitó ayuda familiar para las labores de envasado.
El producto se comenzó a distribuir en otros puntos del país, por lo que Armin Kunstmann decidió comenzar a fabricar industrialmente la cerveza, en septiembre de 1997. Para ello, decidió independizarse laboralmente para levantar una fábrica bajo el nombre de Sociedad Cervecera Valdivia Ltda., así como un restaurante, llamado La Cervecería, para la comercialización de la bebida alcohólica. Para la formación de la sociedad, se unieron Armin, Roberto (padre), Gerardo y Germán Kunstmann (tíos), quienes reunieron el capital necesario para iniciar la industrialización del producto.

### Expansión
En 1998, Armin Kunstmann comenzó a exportar su cerveza a Alemania y Estados Unidos, tras lograr un acuerdo durante una feria cervecera en Alemania. Posteriormente las exportaciones se expandieron a Japón, en 2001. Hasta el 2002, las exportaciones de Kunstmann al extranjero se vendieron bajo la marca Patagonia, tras lo cual, se unifica la presencia de marca en todos los segmentos de venta, bajo la etiqueta Kunstmann.
Para el año 2002, la empresa poseía un 0,5% del mercado nacional, alcanzando una producción de 20.000hl. El 10 de mayo de ese año, la Compañía de Cervecerías Unidas adquirió el 49% de la compañía cervecera, por lo que se fundó la Compañía Cervecera Kunstmann.
La empresa produjo 200 mil hectolitros de cerveza en 2020.
En 2021, Armin Kunstmann dejó su puesto como gerente general, asumiendo en su lugar su hijo Alejandro Kunstmann.

## Comercialización

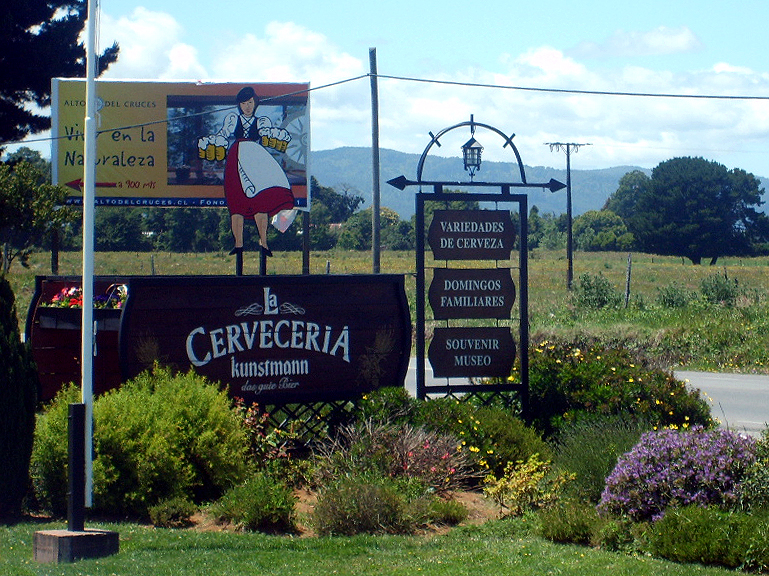
Entrada a La Cervecería, restaurante propiedad de Kunstmann.

Kunstmann posee una fuerte asociación a la tradición alemana, gracias a su nombre como también a su imagen corporativa conservadora. Kunstmann también posee un restaurante llamado La Cervecería, un recinto con elementos ornamentales de origen alemán que evoca a una antigua cervecería de la región de Tirol. 
En 2017, tras un proceso de reestructuración de la imagen corporativa, la marca crea un concepto de restaurante nuevo a través del sistema de franquicias llamado "Kunstmann Kneipe"  (enfocado principalmente en el público consumidor adulto-joven profesional), el cual posteriormente pasa a llamarse "Kunstmann Craft Bar", alineándose con una imagen corporativa ya no de inspiración germana.
Además, anualmente la marca organiza el Bierfest Kunstmann desde 2002, una fiesta en honor a la cerveza. Estos elementos han creado una buena recordación de la marca y una fuerte imagen de tradición.